# Josefina Paulson
Josefina Rebecka Erika Paulson, tidigare Paulsson, född 7 maj 1984 i Sala församling, Västmanlands län, är en svensk nyckelharpist. Hon blev 2008 riksspelman i nyckelharpa med kommentaren "För livfullt och skickligt nyckelharpospel i Upplandstradition". Paulson har även ställt upp i VM i nyckelharpa och där blev hon år 2016 världsmästare i modern nyckelharpa.

## Diskografi
- 2011 – Kontakt (NUTRADCD1). Tillsammans med Emma Svensk Gunillasson och Folke Dahlgren.[7]

- 2013 – Små saker och stora ting (NUTRADCD3). Tillsammans med Jonas Åkerlund.[8]

- 2015 – Dag och natt (NUTRADCD6). Tillsammans med Jonas Åkerlund.[9]

### Övrigt
- 2013 – Promo. Tillsammans med Jonas Åkerlund.[10]

## Utmärkelser
- 2016 – Världsmästare i Modern nyckelharpa.[11]